# 天主教班加索教區
天主教班加索教區（拉丁語：Dioecesis Bangassuensis）是中非共和國一個羅馬天主教教區，屬班吉總教區。
博桑戈阿宗座監牧區成立於1954年6月14日，1964年2月10日升為教區。
教區包括姆博穆省和上姆博穆省。2006年有教友53,300人（佔轄區總人口27.5%）、十二個堂區、廿八名司鐸。現任教區主教為胡安·莫诺斯。